# Zakharoff Ridge
Zakharoff Ridge ist ein Gebirgskamm mit mehreren zumeist schneebedeckten Gipfeln im ostantarktischen Prinzessin-Elisabeth-Land. In den Grove Mountains ragt er 2,5 km südöstlich des Mount Harding auf.
Kartiert wurde der Gebirgskamm anhand von Luftaufnahmen, die zwischen 1956 und 1960 im Rahmen der Australian National Antarctic Research Expeditions entstanden. Das Antarctic Names Committee of Australia (ANCA) benannte ihn nach Oleg Zakharoff, Funker auf der Mawson-Station im Jahr 1960.